# Julio Mezzich Eyzaguirre
Julio César Mezzich Eyzaguirre, alias "Camarada Marco" o "Camarada Gringo", fue un terrorista peruano que fue parte del Partido Comunista del Perú - Sendero Luminoso. Fue uno de los principales dirigentes de la organización subversiva.

## Biografía

### Primeros años y actividades
Estudió en el colegio La Inmaculada y en la Universidad Cayetano Heredia. Fue miembro de Vanguardia Revolucionaria (VR), operando en Andahuaylas, y parte de los dirigentes de la Confederación Campesina del Perú (CCP). Además, fue miembro del SINAMOS, durante el Gobierno Revolucionario de la Fuerza Armada (GRFA). Estuvo involucrado en tomas de tierras, liderando campesinos que incendiaron y saquearon la hacienda de Callebamba. Esto motivó que el GRFA lo encarcelara. En 1977, Mezzich, junto a Lino Quintanilla, funda una facción dentro de VR denominada Vanguardia Revolucionaria (Proletario Comunista) (VR-PC), oponiéndose a la transición política en el contexto de la asamblea constituyente y enfatizando la insurrección armada. Debido a las discrepancias con la jefatura del VR-PC, Mezzich forma una facción dentro de esta denominada como VR-PC-Voz del Pueblo.
En 1979, Mezzich entra en conversaciones con Sendero Luminoso, cuando dicha organización buscaba apoyos en partidos y organizaciones de izquierda para dar inicio a la "guerra popular prolongada". Debido a la ruptura con el VR-PC, Mezzich y su facción se unen a Sendero Luminoso en aquel año, luego de un período de prueba después del cual fue convocado por Abimael Guzmán. El VR-PC-Voz del Pueblo se autodisolvería dentro de las filas senderistas y Mezzich entró a formar parte del Comité Ejecutivo Nacional y el Buró Político de Sendero Luminoso. Para 1980, fue el último dirigente de Sendero Luminoso que pasó a la clandestinidad. Previamente, por motivo de su paso a la clandestinidad, los senderistas hicieron una ceremonia en la Universidad Nacional San Cristóbal de Huamanga con un desfile de banderas rojas enarboladas por militantes vestidos a la usanza de los guardias rojos chinos.
En 1981, Mezzich fue capturado en el mercado de Huamanga, pero fue liberado gracias a la intercesión de Ricardo Letts, quien habló con la bancada de izquierda en el congreso y, junto a esta, hablaron con el ministro del interior.

### Reuniones con Izquierda Unida
En 1983, Mezzich empezó a tener reuniones con dirigentes de Izquierda Unida (IU). El enlace de contacto entre Mezzich e IU era Antonio Díaz Martínez, otro senderista. La primera reunión fue el 31 de agosto del mismo año, donde Mezzich explicó la razón de la elección de Ayacucho para el inicio de la "guerra popular", además de solicitar a los dirigentes de IU la renuncia a la vía electoral. Esta propuesta hizo que se conversara sobre la viabilidad de la acción armada en los andes. La segunda reunión se dio el 2 de septiembre. En dicha reunión, Mezzich propuso que IU se convirtiera en el frente de masas mientras que Sendero Luminoso se convertiría en el brazo armado de IU.

### Detención y campaña para su liberación
El 5 de septiembre de 1983, mientras se dirigía a la tercera reunión con dirigentes de IU, Mezzich fue detenido. Al saberse de su detención, El Diario Marka inició una campaña exigiendo su liberación. Sin embargo, tras el alza en las encuestas de Alfonso Barrantes, candidato de IU, la campaña fue abandonada. Posteriormente fue liberado. Luego de reintegrarse en Sendero Luminoso, Mezzich entraría en desacuerdo con Guzmán, especialmente tras la masacre de Soras de 1984.

### Desaparición
En mayo de 1989, fue visto por última vez por el comandante Julio César del Carpio en Andahuaylas cuando se realizaba un operativo de búsqueda de dos científicas francesas asesinadas por los senderistas. Del Carpio se encontró con Mezzich en el cementerio. Mezzich le dijo que "hemos venido a rezar a la tumba de la camarada Edith Lagos y no deseo que este encuentro termine en un derramamiento de sangre. En el fondo de la quebrada están los restos de las personas que ustedes buscan", retirándose Del Carpio del lugar. Luego, Mezzich fue reportado como desaparecido.